# Псковская улица (Великий Новгород)
Пско́вская — улица в Великом Новгороде. Одна из важнейших и самых
протяжённых магистралей города длиной 3300 м.
Начинается от сквера Воинской славы (бывшая площадь Карла Маркса) и в юго-западном направлении проходит до реки Веряжи (пгт Панковка), затем переходит в Псковское шоссе, ведущее в посёлок Шимск (направление Старая Русса, Псков).
Движение транспорта двустороннее. В XIX улица проходила через Псковскую (Михайловскую) слободу и именовалась Псковским шоссе.
В 2010-х улица активно застраивалась новыми многоквартирными домами (жилые комплексы «Белый город», «Псковская слобода» и пр.). В 2012—2018 годы улицу застраивали несколькими жилыми комплексами («Заречный», «Псковский Квадрат», «Псковский Треугольник»), был построен спорткомплекс, открыт новый гипермаркет. В 2017-2018-годы была возведена и освящена церковь иконы Божией Матери «Неопалимая Купина».
В настоящее время (2022—2023 годы) строятся несколько новых домов в ЖК «Заречный».
На улице находится ДКМ «Город» (Дом культуры и молодёжи), Институт управления и экономики НовГУ, подростковая библиотека «Читай-город», детский сад № 73 «Ладушки», школа № 31, детский сад № 81 «Солнышко», спортивная школа, гипермаркет «Лента», пожарная часть № 2, кладбище немецких солдат, погибших в Новгороде и его окрестностях в 1941—1944 гг.

## Происшествия
3 апреля 2023 года на заборе вдоль проезда между Агротехническим техникумом и жилым комплексом «Заречный» появилась надпись, с помощью которой кто-то решил обратить внимание на разбитую проезжую часть. Надпись на заборе гласила: «Путин помоги сделать дорогу, Путин родной.» На обращение президенту отреагировали, но ремонтировать дорогу не стали, лишь закрасили надпись.

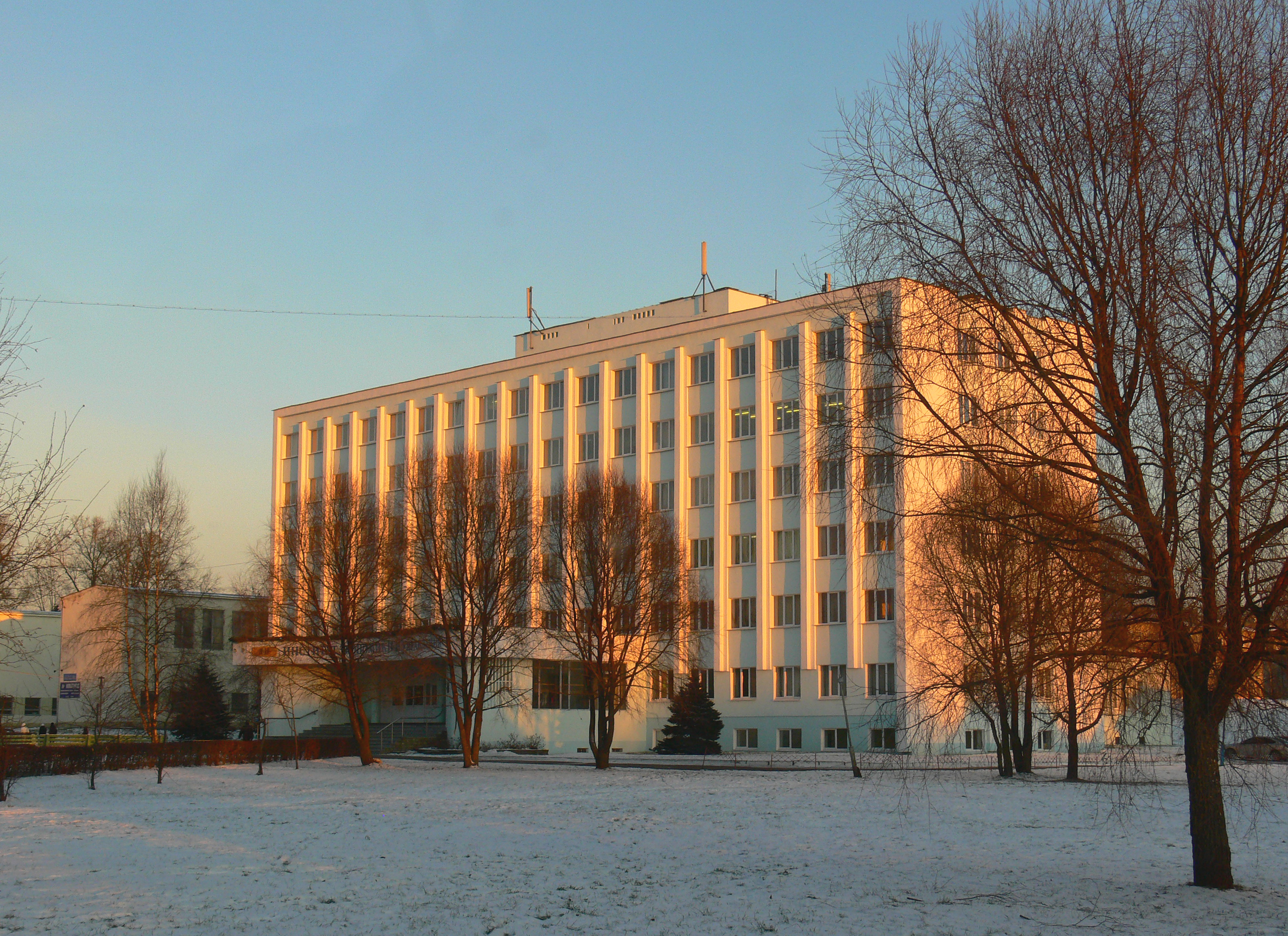
Институт цифровой экономики и управления НовГУ (дом № 3)

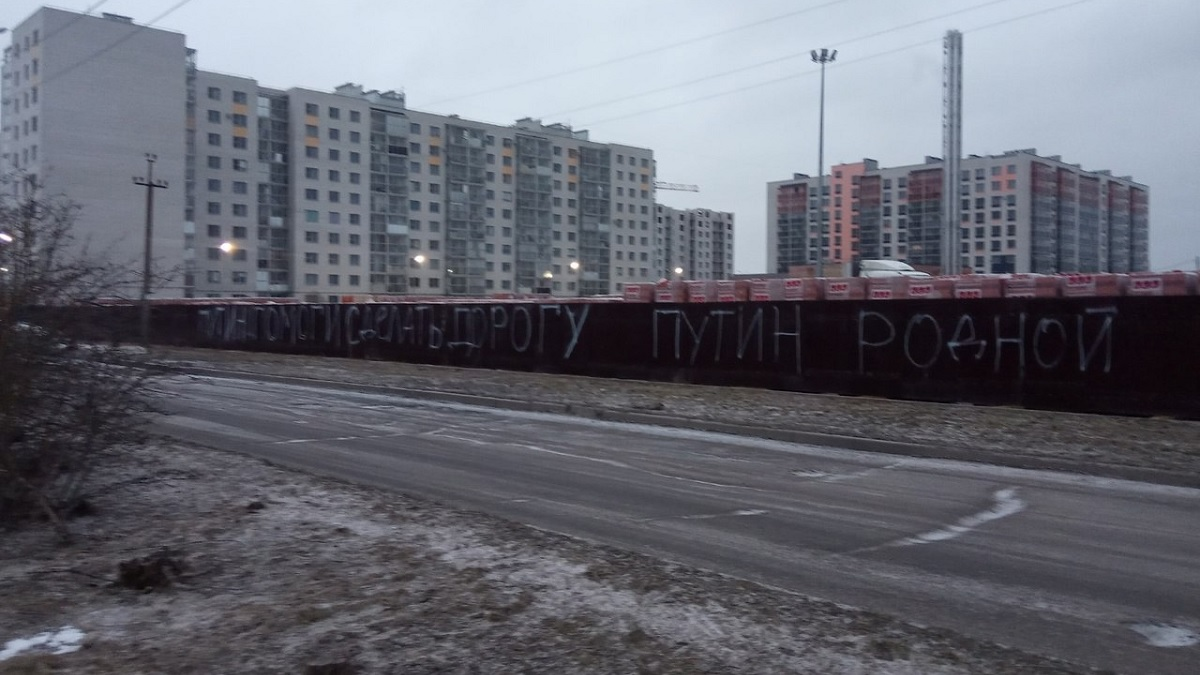
Обращение на заборе ЖК «Заречный»

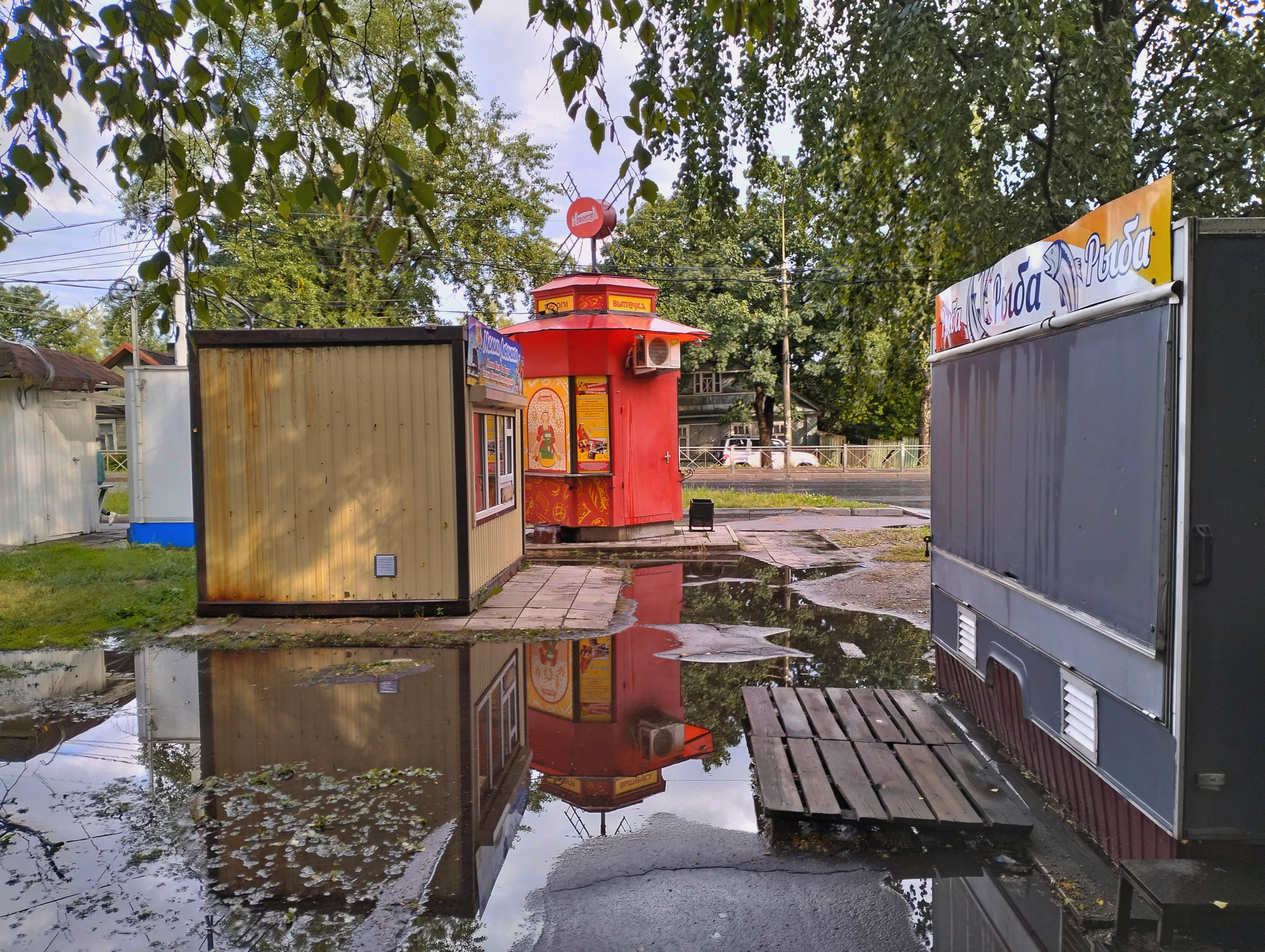
Псковская улица, 28 корпус 1

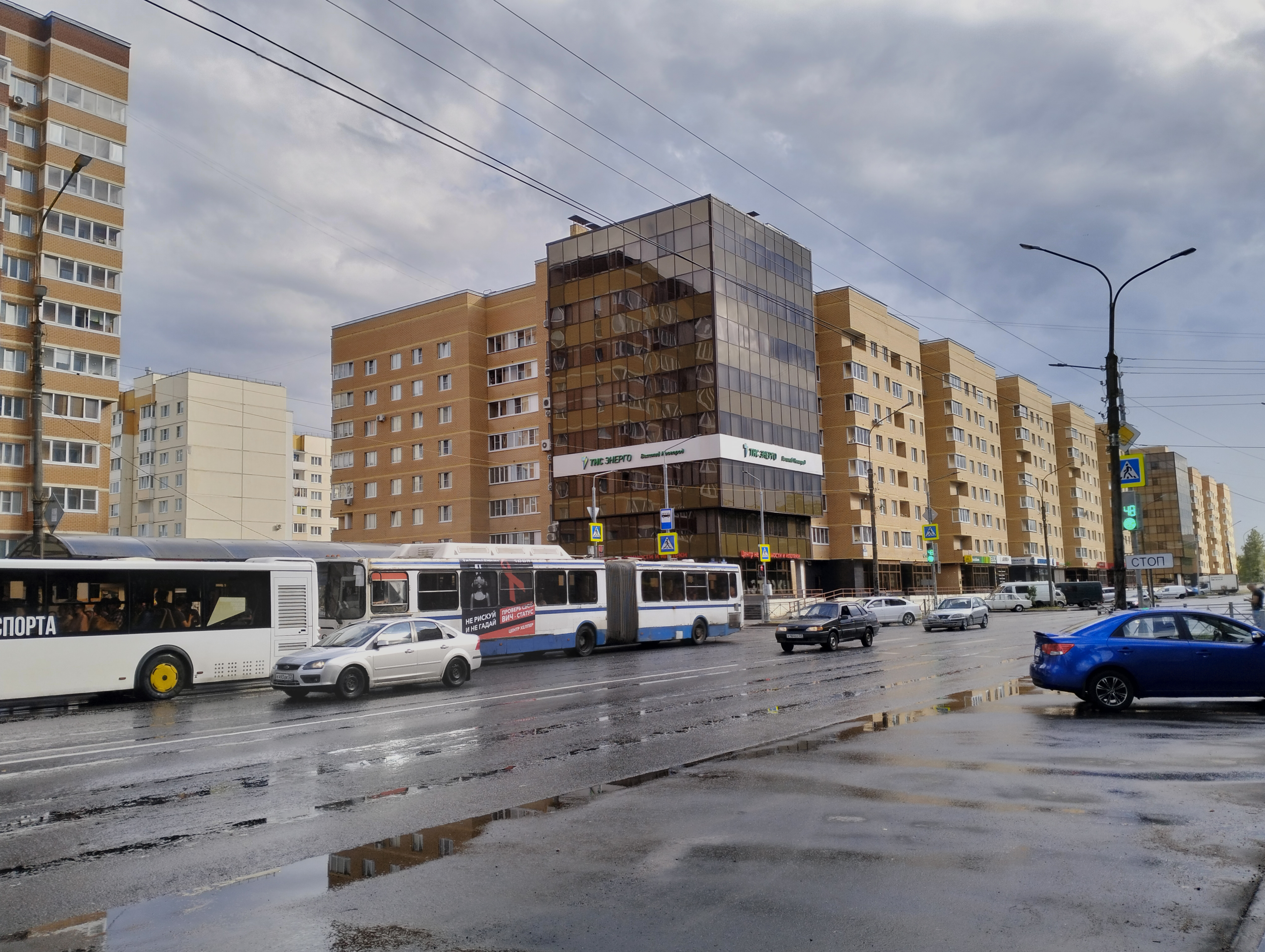
Псковская улица, 13

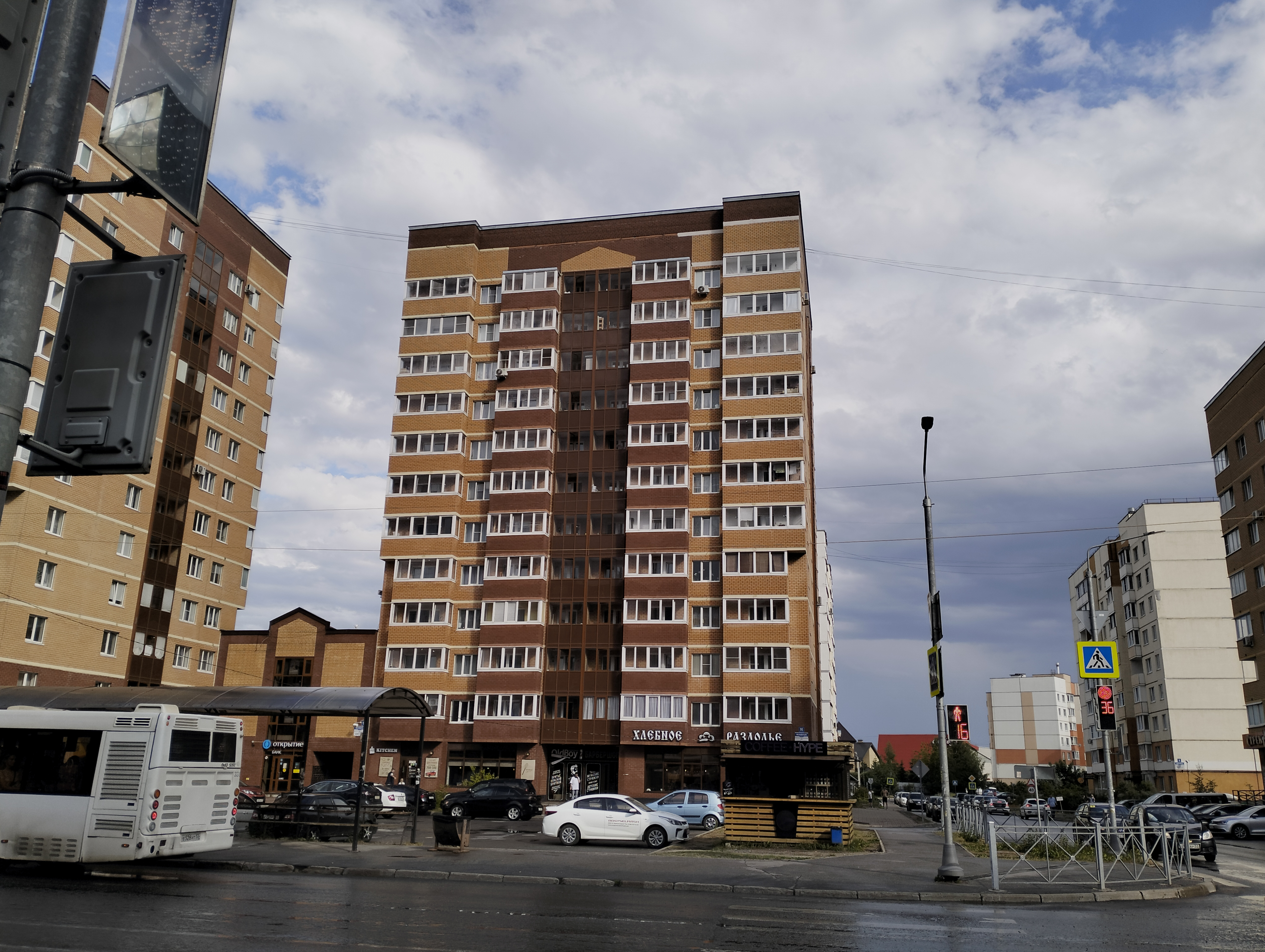
Улица Псковская улица, 11

## Транспорт
Автобусы: 1, 2, 2K, 9А, 11, 17, 21, 22, 26, 35, 35А, 72